# Helenium
Helenium là một chi thực vật có hoa trong họ Cúc (Asteraceae).

## Loài
Chi Helenium gồm các loài: